# キリル・デスポドフ
キリル・ヴァシレフ・デスポドフ（Kiril Vasilev Despodov (ブルガリア語: Кирил Десподов、1996年11月11日 - ）は、ブルガリアのサッカー選手。ポジションはミッドフィールダー。ギリシャ・スーパーリーグ・PAOK所属。ブルガリア代表。

## クラブ歴
12歳の時からリテックス・ロヴェチに所属する。
2019年1月30日、カリアリ・カルチョと4年半契約を結んだ、移籍金は明かされていないが、ブルガリアリーグ史上最高額であったとされている。
2020年10月5日、PFCルドゴレツ・ラズグラドに期限付き移籍。2021年6月19日に完全移籍となった。
2023年9月4日、ギリシャ・スーパーリーグのPAOKに完全移籍。

## 代表歴
2015年2月7日、ルーマニア代表との親善試合にてブルガリア代表デビューを果たした。A代表初ゴールは2018年10月13日のUEFAネーションズリーグ、キプロス代表戦であり、2-1での勝利に貢献した。